# Douglas da Silva
Douglas da Silva (* 7. března 1984, Florianópolis, Brazílie) je brazilský fotbalový obránce, v letech 2016–2018 hráč českého klubu FK Mladá Boleslav.
Prošel angažmá v Brazílii, Izraeli, Lotyšsku, Rakousku a České republice. S FC Red Bull Salzburg vyhrál rakouskou Bundesligu i ÖFB-Cup, s Hapoelem Tel Aviv izraelskou nejvyšší ligu i izraelský pohár.

## Klubová kariéra
- Avaí Futebol Clube (mládež)
- Avaí Futebol Clube 2001–2003
- Clube Atlético Paranaense 2003–2004
- Hapoel Kfar Saba FC 2005–2008
- →  FC Daugava (hostování) 2007
- Hapoel Tel Aviv FC 2008–2011
- FC Red Bull Salzburg 2011–2014
- →  Figueirense Futebol Clube (hostování) 2013
- →  CR Vasco da Gama (hostování) 2014
- CR Vasco da Gama 2015
- Joinville Esporte Clube 2015–2016
- Clube Atlético Bragantino 2016
- FK Mladá Boleslav 2016–2018
- Brusque Futebol Clube 2018–

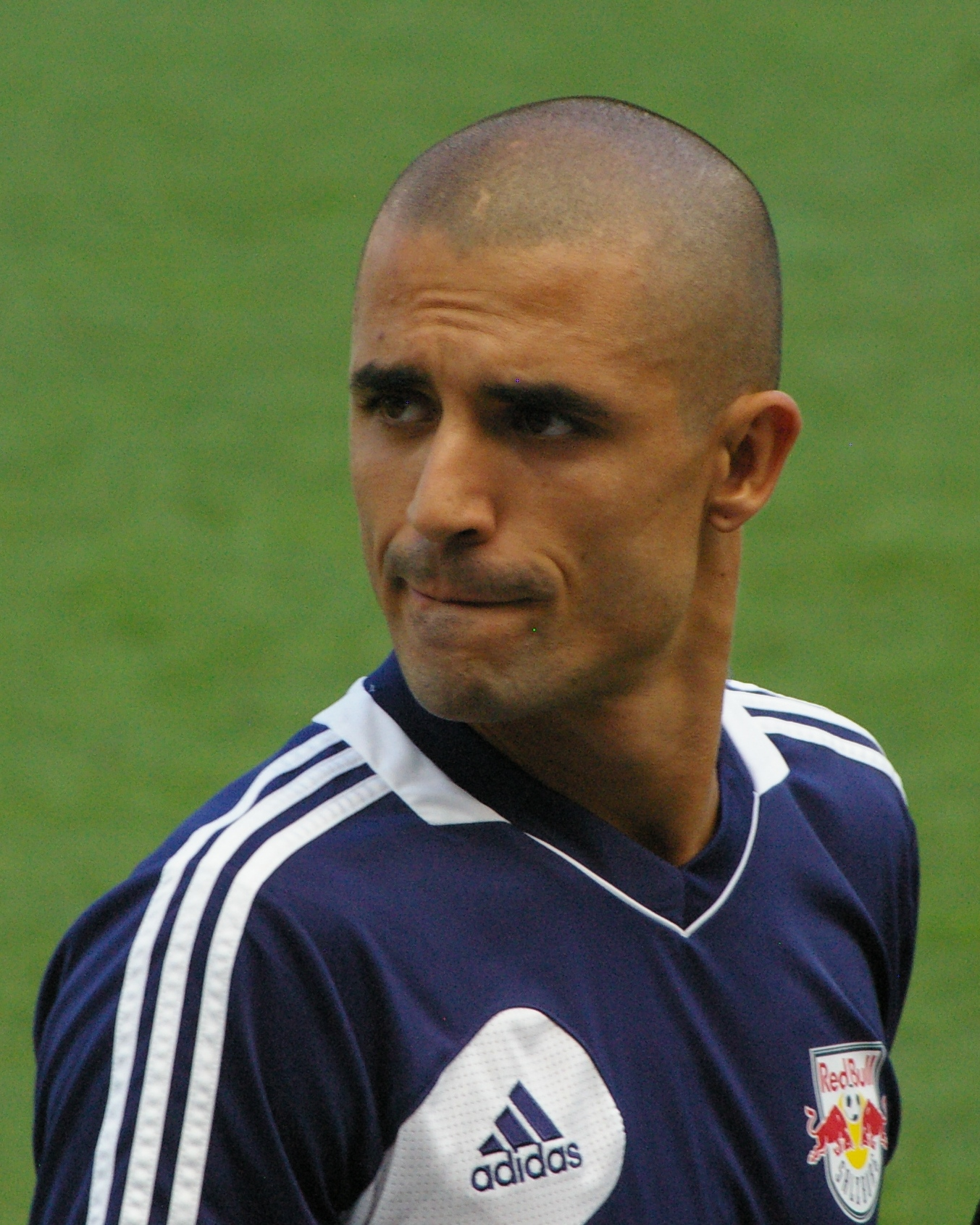
Douglas da Silva (2014)